# Rhaphidophora petrieana
A Rhaphidophora petrieana az egyszikűek (Liliopsida) osztályának hídőrvirágúak (Alismatales) rendjébe, ezen belül a kontyvirágfélék (Araceae) családjába tartozó faj.

## Előfordulása
A Rhaphidophora petrieana előfordulási területe Ausztrália, azon belül is Queensland északkeleti része.

## Megjelenése
A szárának átmérője 2 centiméter is lehet. Gyökerei szétterülők, néha kibújnak a talajból. A levelei 25-35 centiméter hosszúak és 5-8 centiméter szélesek. A levélnyelek további 5-14 centimétert tesznek hozzájuk. A fiatal levelek szárnyasok, de idős korukra szétszakadozódnak. A levél középső főeréből, 15 pár kisebb erezet fut a levelek széléig. A virágok egy 10 centiméteres nyélen ülő virágzatba tömörülnek. A kontyvirágokra jellemző buroklevél 8 centiméter hosszúak és 8 centiméter széles. Maga a virág csak 3-4 milliméteres. A termését megérésig levélszerű képződmények takarják; 8 centiméteres, felálló fürtökben terem.

## Életmódja
A tengerszintjétől, egészen 400 méteres tengerszint feletti magasságig található meg. Számos élőhelyen megél, addig amíg az a trópusokon található.